# Австраловенатор
Australovenator (букв. «південний мисливець») — рід мегарапторових тероподів з сеноманської (пізньої крейди) формації Вінтон (датованої 95 млн років тому) в Австралії. Він відомий з часткових черепних і посткраніальних решток, які були описані у 2009 році Скоттом Хокналлом та його колегами, хоча додаткові описи та аналізи продовжують публікуватися. Це найповніший зразок хижого динозавра, знайдений в Австралії.
Єдиний і типовий вид — A. wintonensis, за назвою міста Вінтон, Квінсленд.

## Вік
Рештки виявлені в крейдяних відкладеннях з Австралії. Зразок AODL 604 був знайдений за 60 км на північний захід від Winton, в районі Elderslie Station.

## Опис
Опис зроблено за рештками скелета, що включають кінцівки, ребра і нижню щелепу. Спостерігається схожість з Fukuiraptor та Carcharodontosauridae. Рештки, вік яких становить близько 98 млн років (альбський ярус крейдяного періоду), були знайдені на території штату Квінсленд. М'ясоїдний тероподний динозавр отримав наукову назву Australovenator wintonensis (автори також дали йому прізвисько «Банджо» на честь австралійського поета Ендрю Бартона «Банджо» Патерсона). Ось що розповідає провідний автор дослідження Скотт Хокналл (Scott Hocknull) з Квінслендського музею:

«Банджо був спритний і легкий, як гепард. На відкритій місцевості він міг наздогнати практично будь-яку здобич. На кожній з його передніх кінцівок розташовувалися три великі пазури; на відміну від деяких тероподних динозаврів (наприклад, тиранозаврів), Банджо використовував передні кінцівки як основний засіб нападу. Його можна вважати сильно збільшеним у розмірах австралійським аналогом велоцираптора».

Аналіз решток Australovenator wintonensis повинен, за словами вченого, допомогти фахівцям розібратися в питанні походження кархародонтозавра (імовірно, найбільшого хижого динозавра).